# 談倫 (天順進士)
談倫（1430年—1504年），字本彝，號彝菴，直隸松江府上海縣人，明朝政治人物。天順丁丑進士，官至工部侍郎。

## 生平
景泰四年（1453年）癸酉科應天府鄉試第四十四名。天順元年（1457年）丁丑科會試第二百十九名，殿試登進士第三甲第五名。观政吏部，授吏部验封司主事，歷官吏部郎中，丁母淑人忧，服阕至京，补工部虞衡司，三载，成化十二年（1476年）九月擢陞應天府丞，十六年正月升順天府尹，丁憂，十八年十二月服闋复任，二十年三月升工部右侍郎，总理易州山厂柴炭。二十一年九月有罪下狱，尋令复职，仍管厂务。二十二年七月以侵欺官钱诸事，革职为民。卒年七十五。

## 家族
曾祖父談季芳。祖父談用夫。父亲談景曕。子談田，號東石。